# Csatár Győző
Csatár Győző, Gabrielli (Veszprém, 1849 – Kolozsvár, 1915. december 8.) énekes (bariton), később apaszínész.

## Életútja
Színész lett 1868. január 29-én, Kőmíves Imrénél. Mint baritonista éveken át jeles tagja volt a kolozsvári színháznak és a vidék nagyobb városainak. Az 1870-es évek elején fődíszmesterként is dolgozott. Az operettek és népszínműveken kivül az operákban is sikerrel működött. 1897. január 30-án ülte meg 30 éves jubileumát az Offenbach-féle Fecsegők című operettben, Aradon. 1905 és 1911 között Kolozsváron működött Janovics Jenőnél. 1907. április 1-jén nyugdíjba ment és állandó otthont keresve, Kolozsvárott telepedett le. Neje Pajor Emília volt.

## Fontosabb szerepei
- Montfleury (Rostand: Cyrano de Bergerac)
- Blacsek Milos (Lehár F.: A drótostót)
- Tonio (Leoncavallo: Bajazzók)
- Szapolyai (Jókai M.: Dózsa György)
- Esze Tamás (Fényes S.: Kurucz Féja Dávid)
- Frosch (ifj. J. Strauss: Denevér)
- Ollendorf (Millöcker: A koldusdiák)
- Tudós (Vörösmarty M.: Csongor és Tünde)

## Működési adatai
1868–69: Kőműves; 1870–72: Mosonyi Károly; 1872: Szabadka; 1873–74: Krecsányi Ignác; 1874–77: Sztupa Andor; 1878: Kolozsvár; 1878–80: Krecsányi Ignác; 1880–83: Debrecen; 1883–85: Mándoky; 1885–86: Miklósy Gyula; 1886–87: Aradi Gerő; 1887–90: Kassa; 1890–91: Egri Kálmán; 1891–98: Arad; 1898–1901: Debrecen; 1901–1904: Somogyi Károly; 1904: Janovics Jenő.